# Leonid Romanowicz
Leonid Romanowicz (ur. 23 stycznia 1923 w Antopolu, dzisiaj w obwodzie brzeskim na Białorusi, zm. ?) – działacz partyjny, redaktor naczelny polskojęzycznego dziennika na Litwie „Czerwony Sztandar”.
W latach 1942–1944 był żołnierzem 16 Litewskiej Dywizji Strzeleckiej. Od 1944 r. Członek Komunistycznej Partii Związku Radzieckiego. Po wyzwoleniu Litwy spod okupacji niemieckiej, w latach 1944–1945 był sekretarzem Komitetu Miejskiego Komsomołu w Wilnie. W latach 1945–1947 został referentem w Ministerstwie Spraw Zagranicznych Litewskiej SRR. W latach 1949–1950 został redaktorem naczelnym gazety dla rejony wileńskiego „Szlakiem Lenina” (w 1962 zmieniono tytułu na „Przyjaźń”, a w latach 80. na „Wilnia”). W latach 1950–1951 był szefem działu prasowego Komitetu Wileńskiego KPL, następnie w latach 1952–1953 został zastępcą redaktora gazety obwodu wileńskiego „Czerwona Gwiazda”. W 1953 roku ukończył studia na Uniwersytecie Wileńskim, natomiast w 1957 roku Akademię Nauk Społecznych przy Komitecie Centralnym Komunistycznej Partii Związku Radzieckiego. Uzyskawszy wymagane kompetencje został w latach 1957–1958 Przewodniczącym Państwowego Komitetu ds. Stosunków Kulturowych z Zagranicą w ramach Rady Ministrów ZSRR. Z kolei w latach 1958–1962 był korespondentem dziennika „Prawda” w Polsce. Wreszcie w latach 1962–1984 był redaktorem naczelnym dziennika KC KPL w języku polskim „Czerwony Sztandar”. Będąc już redaktorem „Czerwonego Sztandaru” pokonywał kolejne szczeble kariery partyjno-państwowej. W latach 1963–1975 był deputowanym do Rady Najwyższej Litewskiej SRR, zaś w latach 1976–1986 został kandydatem na członka KC Komunistycznej Partii Litwy.
Jan Sienkiewicz, dziennikarz „Czerwonego Sztandaru” i pierwszy prezes Związku Polaków na Litwie, tak wspomina Leonida Romanowicza:
„(...)jedyny z całej siódemki [redaktorów „Czerwonego Sztandaru”] Rosjanin, był postacią niezwykle barwną, redaktorem kompetentnym i potrafiącym doskonale się znaleźć w tamtejszej rzeczywistości. Rzeczowy i wymagający wobec podwładnych, potrafił jednocześnie skutecznie ich bronić wobec wyższych władz, ukręcać łeb sprawom dla zespołu nieprzyjemnym (choć często w tymże zespole powstającym), miarkować nadmiernie służbistych i gorliwych i doceniać prawdziwe zasługi, sumienność i pracowitość. Anegdotycznie wręcz wyglądają dziś sytuacje, jak taka chociażby: rodak na zebraniu partyjnym oskarża innego rodaka, że ten zbyt często używa słowa «pan». Że to niby przeżytek burżuazyjnej polskiej przeszłości, gdzie patrzy organizacja partyjna, dlaczego nie wychowuje bezpartyjnych? Romanowicz, Rosjanin, konflikt łagodzi, tłumacząc cierpliwie, że to ogólnie przyjęty w języku polskim zwrot, wcale nie uchybiający ideologii proletariatu... Umiał też redaktor naczelny korzystać z uroków życia, łącząc w sobie cechy doskonałego przełożonego i Kmicicowo-Janosikową fantazję watażki w wydani partyjnym. Jako szef jest dziś wspominany przez swoich podwładnych z wielką sympatią(...)”.